# 山城美姫
山城 美姫（やましろ みき、1986年3月5日 - ）は、日本の元AV女優。
東京都出身。イオンプロモーション所属。

## 略歴
2005年、『潮吹きイキまくり、デビュー』でAVデビュー。
2008年12月18日付けのブログにて引退を発表。

## 作品

### アダルトビデオ
2005年
- 潮吹きイキまくり、デビュー（8月1日、MOODYZ）
- 僕らのいまどき風俗ライフ 〜他にはナイショの風俗店（9月1日、MOODYZ）
- 僕らの家庭教師は甘い蜜の香り ご褒美目当てに猛勉強（10月1日、MOODYZ）
- 僕が童貞だった頃24時間こんな都合のよいことばかり考えていた。（11月1日、MOODYZ）
- SEX&GIRL（12月1日、MOODYZ）

2006年
- バコバコ劇場 〜あなたの妄想10コ叶えます〜（1月1日、MOODYZ）
- 近親相姦（2月1日、MOODYZ）
- ドリームガール（3月1日、MOODYZ）
- 口内輪姦イラマチスト（4月1日、MOODYZ）
- 美人アスリートに痴女られたい（5月1日、MOODYZ）
- セレブたちの大乱交パーティー（6月1日、MOODYZ）共演:米倉夏弥、真瀬ゆいの、藤崎怜里、夏海まりん、中山有紀
- LOVE BOOTS!!（7月1日、MOODYZ）
- エロスの地獄（8月1日、MOODYZ）共演:峰なゆか、鈴木杏里、米倉夏弥、美神ルナ、乃亜、松野ゆい、日向ゆず葉、早乙女みなき、姫宮ラム、笠木あやか、舞乃るあ、中山りお
- 極上奴隷秘書 連続中出し（9月7日、タカラ映像）
- リアル生中出し（11月4日、SODクリエイト）

2007年
- エロスの地獄 〜完結編・秘密の裁き〜（2月1日、MOODYZ）共演:松野ゆい、日向ゆず葉、早乙女みなき、姫宮ラム、笠木あやか、舞乃るあ、中山りお、峰なゆか、鈴木杏里、米倉夏弥、美神ルナ、乃亜
- 街でうわさの中出しギャル VII（2月10日、隼エージェンシー）他出演:姫川りな、水野ひかり、羽純、宝月ひかる、凛花、小西れいか、松野ゆい
- こだわりの手コキ 4時間SP 3 40人のハンドメイド（2月10日、隼エージェンシー）他39名出演
- ERO-(e）レイプ（2月16日、TMA）他出演:椎名ちひろ、真中かおり、長谷川なぁみ
- エロかわモデル強姦中出し II（2月19日、BRAVO）他出演:真中かおり、宝月ひかる、佐藤るり、姫川りな、福原ミイナ、愛葉悠
- 女性専用車両にボクひとり 完全版（2月23日、メディアステーション）共演:瞳れん、大石もえ
- 愛しのフェラチーオ6 17人のザーメン中毒（3月10日、隼エージェンシー）他16名出演
- オナニスト 第16章（3月10日、隼エージェンシー）他多数出演
- ノーモザイクおまんこ 8（3月13日、カルマ）他出演:宝月ひかる、飯島夏希
- フェラコレ2007春SP（4月12日、隼エージェンシー）他多数出演
- キスマニアVol.2（4月19日、BRAVO）他多数出演
- 私立イカセ学園 完全版（4月20日、メディアステーション）共演:清原りょう、冬月ななみ、北村エリカ
- ミリオンドリーム2007前編 ミリ商、痴女-1グランプリに出場!（5月3日、ケイ・エム・プロデュース）共演:糸崎あずみ(糸矢めい、春咲あずみ、相崎琴音）、立花里子、乃亜、椎名りく、清原りょう、今野由愛、Rico、早坂ひとみ(特別出演）、長谷川瞳(特別出演） ※AV OPEN 2007エントリー作品
- 誘惑ミセス 78（5月11日、U&K）
- 美脚中出し4（5月12日、隼エージェンシー）他出演:栗原まあや、灘ジュン、北崎未来、加藤ツバキ、春名えみ、城本久美、夏芽涼
- 逆ナンパ中出し ナンパして中出しさせる8人のギャル（5月12日、隼エージェンシー）他出演:元木ひなよ、麻生岬、姫野りむ、松野ゆい、SARINA、川村カンナ、七瀬たまき
- こだわりの手コキ 4時間SP 4 40人のハンドメイド（5月12日、隼エージェンシー）他39名出演
- キャンギャル調教 山城美姫（5月18日、GLAY'z）
- 近親強姦 7 私たち、父や兄に無理やり犯されました（6月16日、隼エージェンシー）他出演:城本久美、加藤ツバキ、栗原まあや、元木ひなよ、夏芽涼、美月りん
- 姉たちに犯される!2（6月19日、ドグマ）共演:星優乃、大石もえ
- トリプル痴女ドリーム 女教師編（6月22日、レアル・ワークス）共演:松野ゆい、北村エリカ
- 病みつきオナニー episode.VIII（6月22日、U&K）
- 極上痴女姉さん童貞狩り（8月3日、シャイ企画）他出演:姫川りな、松野ゆい、真中かおり
- ミリオンドリーム2007 後編 〜意志を継ぐもの〜（8月17日、ケイ・エム・プロデュース）共演:糸崎あずみ(糸矢めい、春咲あずみ、相崎琴音）、立花里子、乃亜、椎名りく、清原りょう、今野由愛、Rico、綾瀬メグ
- 水泳部 集団監禁調教（8月17日、TMA）共演:姫川りな、月川早来、華咲りの、陽多まり
- フェラマニア Vol.3（8月19日、BRAVO）他多数出演
- ミリオンドリーム2007外伝 クイーンオブダークネス編 女王たちの宴 完全版（9月21日、ケイ・エム・プロデュース）共演:乃亜、Rico
- 素人オネギャルHEAVEN 4時間 NEO（9月21日、おかず。(ケイ・エム・プロデュース））他出演:星野ひばり、倉本瞳、栗須愛、沢尻もも美、冴木凌
- 女子校生の生中出ししか見たくない! 4時間（10月26日、TMA）他出演:落合ゆき、天宮まなみ、かわのほとり、松野ゆい、小早川芽衣、持田茜、さくらりこ、相戸愛、加護範子、永瀬あき、高瀬七海
- アオザイ娘しか見たくない! 4時間（11月9日、TMA）他出演:さくら奈々、香坂百合、姫川りな、MISA、吉澤レイカ、姫野愛、中島あいり、さくらりこ、松田亜美、長澤リカ、華姫りの
- マジックミラー号 逆ナンパin湘南 170cm以上の極上ボディSPECIAL!（12月1日、ディープス）共演:三浦亜沙妃、大石もえ、澄川ロア ※AVグランプリ2008 グランプリステージ エントリー作品
- 機動戦隊クロスレンジャー（12月1日、GIGA）共演:姫川りな、持田茜 ※AVグランプリ2008 マニアステージ エントリー作品
- フェラグランプリ2008（12月1日、隼エージェンシー）他出演:三浦亜沙妃、水野美香、姫川りな、南つかさ、澄川ロア、北田優歩、我那覇レイ、結川るり、雨音しおん、中島京子、長谷川ちひろ、中村さら ※AVグランプリ2008 マニアステージ エントリー作品
- ベジタブルドレッシングレズビアン（12月1日、AVS）共演:陽多まり
- 近親妻第 2章 禁断の関係に萌えあがる人妻たち（12月8日、隼エージェンシー）他出演:南つかさ、中島京子、高坂レイ、月嶋りお
- 女教師レイプ IV（12月8日、隼エージェンシー）他出演:冴木るな、芳本みゆ、南つかさ、雨音しおん、花野真衣
- オナニスト 第19章（12月8日、隼エージェンシー）他多数出演

2008年
- フェラコレ2008冬SP（1月12日、隼エージェンシー）他多数出演
- HARDヒロイン討伐 Vol.01（3月4日、GIGA）
- 美脚モナムール 山城美姫（5月25日、大洋図書）
- 監禁人妻(秘）劇場 調教の果てに…（10月3日、竹書房）共演:鈴木杏里、小鳥遊恋
- トップモデル淫乱調教（12月19日、大洋図書）

他

## テレビ出演
- エロパラNight　（GyaOジョッキー2007年12月11日放送分）
- 志村けんのバカ殿様・2008秋の豪華爆笑スペシャル!!（2008年10月3日、フジテレビ）
- おとなのびっくりクリニック（2008年12月、日本海テレビ）　月間ゲスト
- 桃のふくらみ（MONDO TV）